# Сважево
Сважево (пол. Swarzewo, нім. Schwarzau) — село в Польщі, у гміні Пуцьк Пуцького повіту Поморського воєводства.
Населення — 1044 особи (2011).
У 1975-1998 роках село належало до Гданського воєводства.

## Демографія
Демографічна структура станом на 31 березня 2011 року:
|          | Загалом | Допрацездатний вік | Працездатний вік | Постпрацездатний вік |
| -------- | ------- | ------------------ | ---------------- | -------------------- |
| Чоловіки | 511     | 116                | 348              | 47                   |
| Жінки    | 533     | 123                | 324              | 86                   |
| Разом    | 1044    | 239                | 672              | 133                  |